# Matthew Ludwig
Matthew Ludwig –conocido como Matt Ludwig– (5 de julio de 1996) es un deportista estadounidense que compite en atletismo. En los Juegos Panamericanos de 2023 obtuvo una medalla de oro en la prueba de salto con pértiga.

## Palmarés internacional
| Juegos Panamericanos | Juegos Panamericanos | Juegos Panamericanos | Juegos Panamericanos |
| Año                  | Lugar                | Medalla              | Prueba               |
| -------------------- | -------------------- | -------------------- | -------------------- |
| 2023                 | Santiago (Chile)     | Medalla de oro       | Salto con pértiga    |